# Pleurothallis diabolica
Pleurothallis diabolica là một loài thực vật có hoa trong họ Lan. Loài này được Luer & R.Escobar miêu tả khoa học đầu tiên năm 1981.